# Zeleněnka dubová
Zeleněnka dubová (Bena bicolorana) je noční motýl z čeledi drobnuškovití Nolidae. Vyskytuje se v Evropě.
Rozpětí křídel motýla je 40–50 mm. V roce se rodí v jedna generace motýla od poloviny června do srpna.
Larvy se živí dubovými listy. Druh poprvé popsal Füssli v roce 1775.

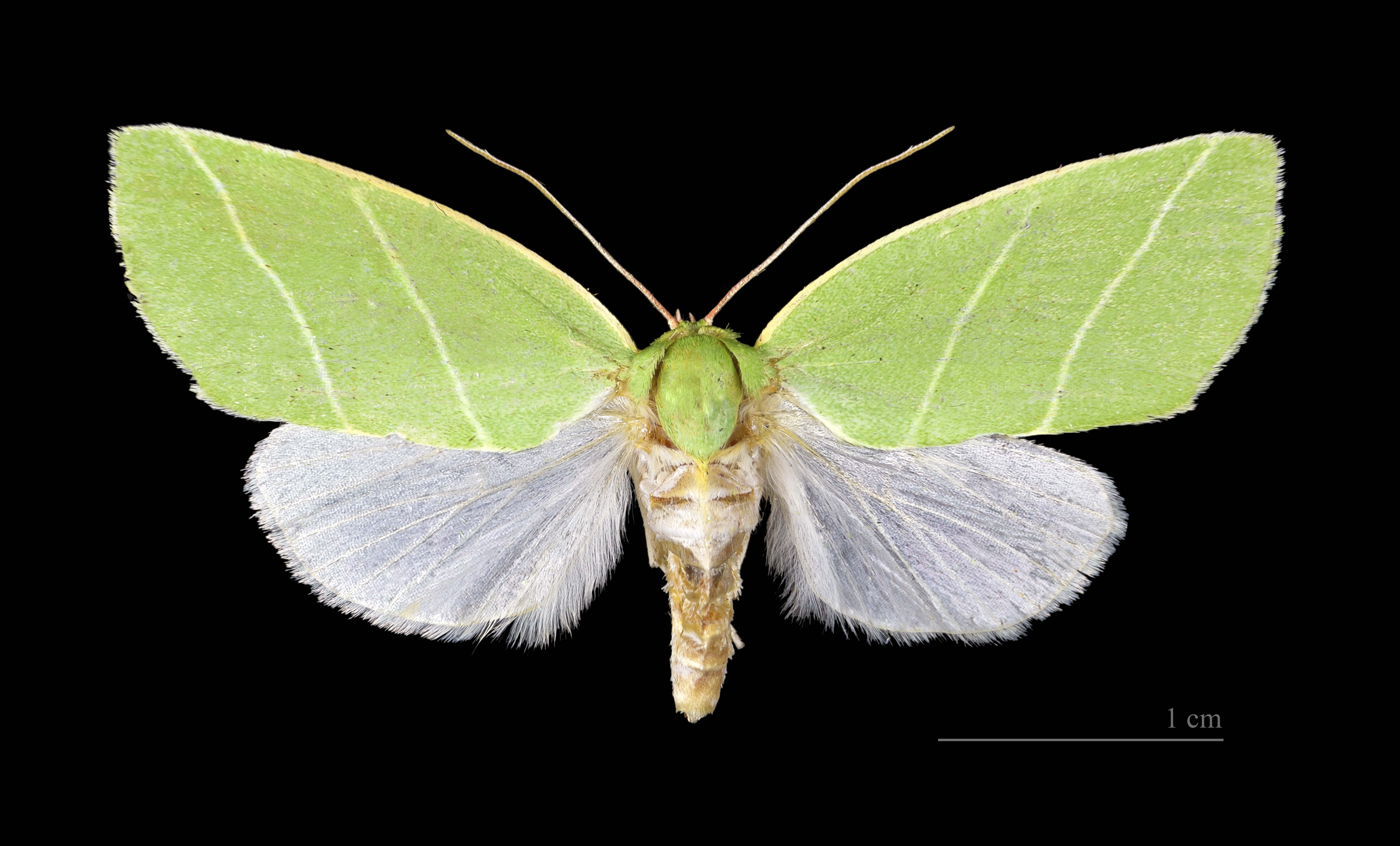
Spodní strana křídel
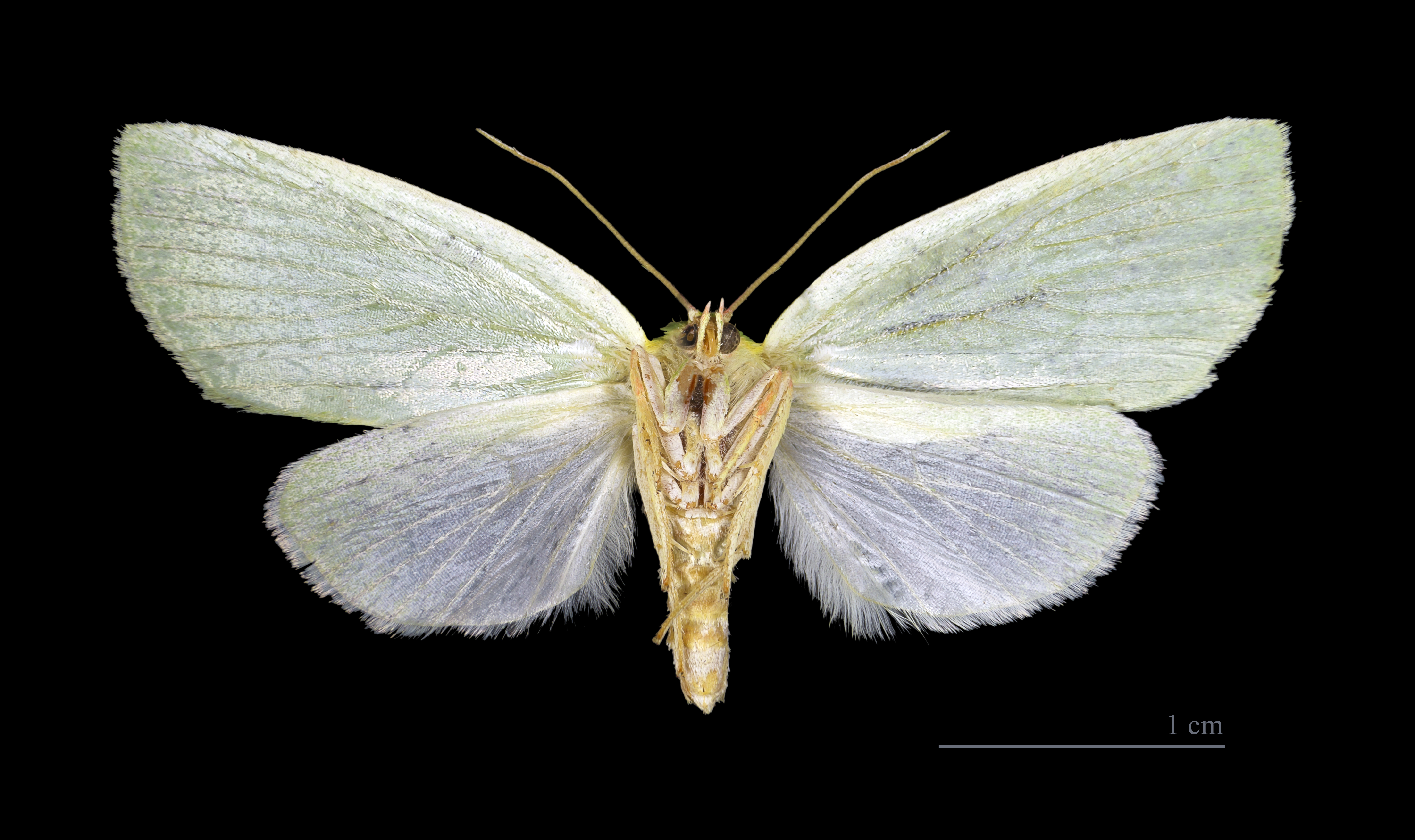
Horní strana křídel
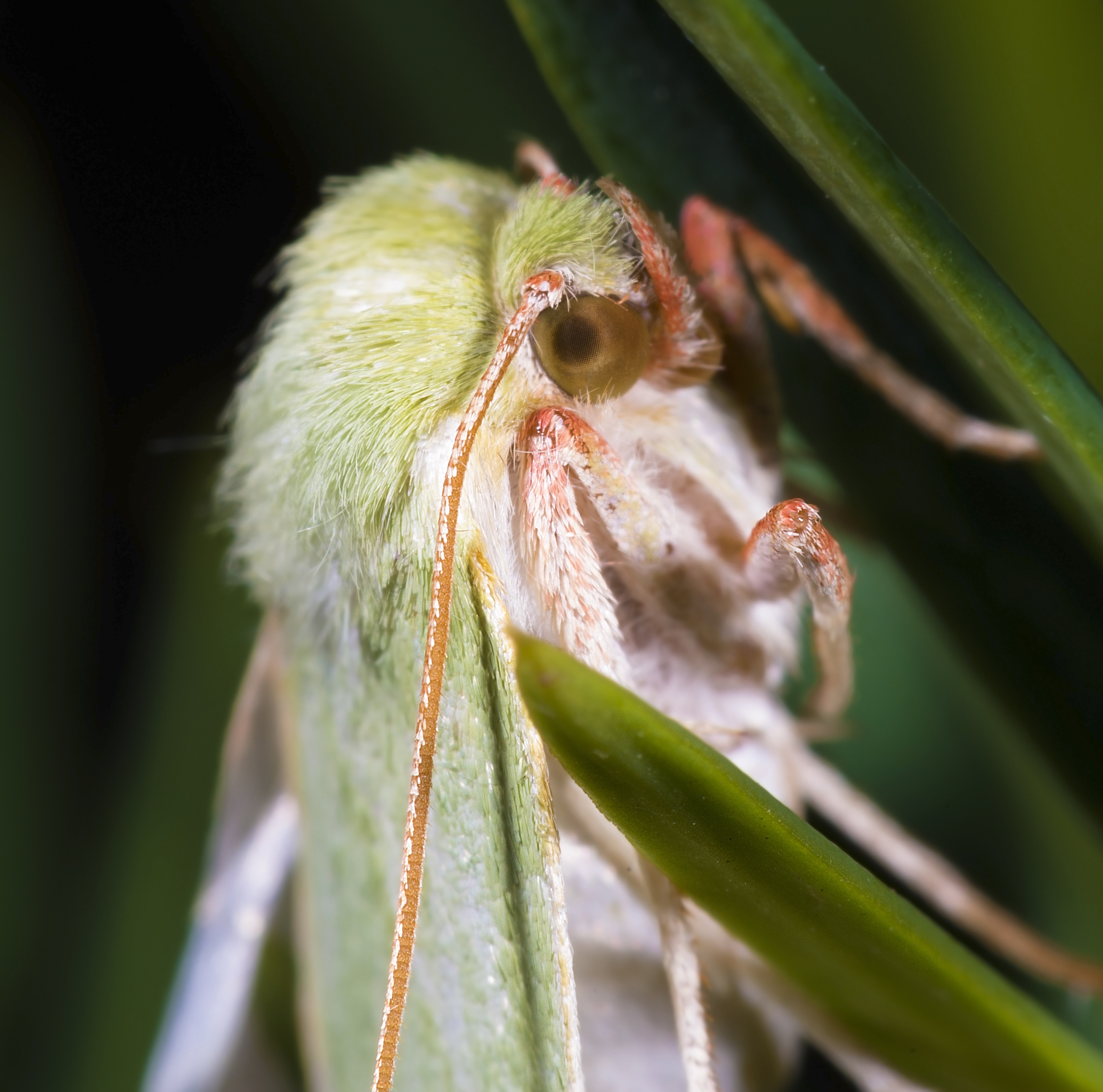
Portrét